# 1978 en Belgique
Chronologie de la Belgique
- 1974
- 1975
- 1976
- 1977
- 1978
- 1979
- 1980
- 1981
- 1982

Cette page recense des événements qui se sont produits durant l'année 1978 du calendrier grégorien en Belgique.

## Chronologie

### Octobre
- 11 octobre : chute du gouvernement Tindemans IV.

- 20 octobre : installation du gouvernement Vanden Boeynants II, gouvernement de transition composé des sociaux-chrétiens, des socialistes, du FDF et des nationalistes de la Volksunie.

### Novembre
- 26 novembre : création du Parti socialiste, francophone, et du Socialistische Partij, néerlandophone, issus de la scission du Parti socialiste belge.

### Décembre
- 17 décembre : élections législatives et provinciales.

## Culture

### Littérature
- Prix Victor-Rossel : Gaston Compère, Portrait d'un roi dépossédé.

## Sciences
- Médaille Fields : Pierre Deligne (ULB)
- Prix Francqui : Jacques Nihoul (sciences médicales, ULg).

## Naissances
- 6 janvier : Cédric Roussel, joueur de football.
- 16 février : 
  - Frédéric Amorison, coureur cycliste.
  - Tia Hellebaut, athlète.
- 7 février : Daniel Van Buyten, joueur de football.
- 22 février : Kim Kay, chanteuse.
- 6 avril : Stijn Meert, joueur de football.
- 15 avril : Grégoire Polet, écrivain.
- 21 juin : Thomas Blondeau, écrivain de langue néerlandaise
- 4 juillet : Émile Mpenza, joueur de football.
- 5 août : Kim Gevaert, athlète.
- 9 août : Wesley Sonck, joueur de football.
- 6 novembre : Sandrine Blancke, actrice.
- 15 décembre : Christophe Rochus, joueur de tennis.
- 18 décembre : Xandee, chanteuse.

## Décès
- 13 janvier : 
  - Maurice Carême, écrivain de langue française
  - Germain Derijcke, coureur cycliste
- 28 janvier : Henri Glineur, homme politique
- 6 février : Victor Barbeaux, homme politique
- 21 février : Léon Hannotte, homme politique
- 24 février : Henri Larnoe, joueur de football
- 31 mars : Romain Gijssels, coureur cycliste
- 9 août : Johan Daisne, écrivain de langue néerlandaise
- 24 août : Albert Sercu, coureur cycliste
- 9 octobre : Jacques Brel, auteur-compositeur-interprète
- 5 décembre : Edmond Machtens, homme politique
- 25 décembre : Raymond Braine, joueur de football

## Statistiques
- Population totale au 1er janvier 1978 : 9 837 413 habitants[1].